# Střední průmyslová škola Otrokovice

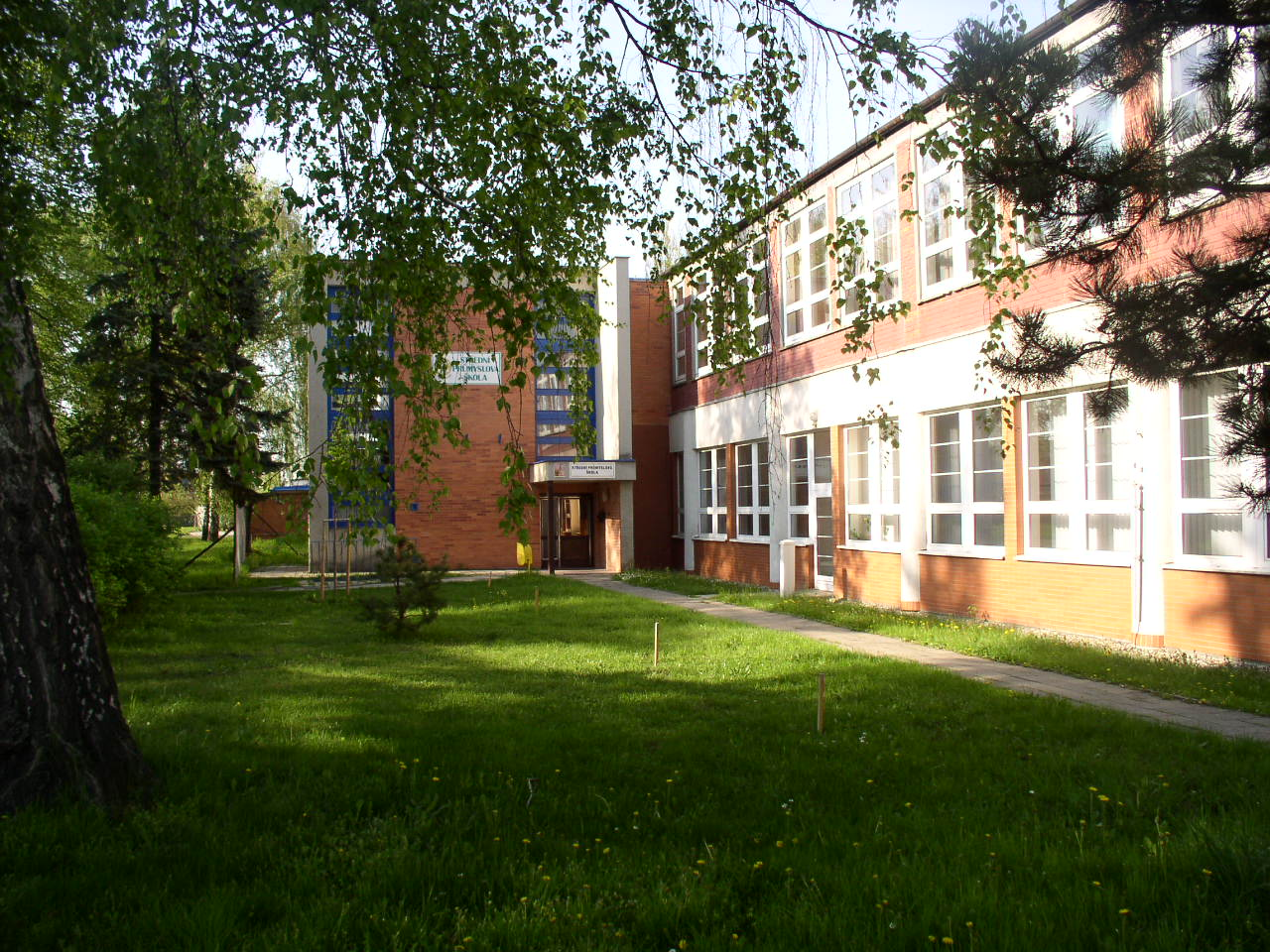
Původní budova školy v průmyslovém areálu Svit Otrokovice

Střední průmyslová škola Otrokovice vznikla přejmenováním Střední průmyslové školy koželužské Otrokovice v roce 1991. V tomto roce byla škole udělena právní subjektivita a ve školním roce 1992/93 se otevřel nový studijní obor chemická technologie.
Od 1. září 1997 se škola stala jedinou školou s chemickým zaměřením ve Zlínském kraji. Od 1. září 2012 se škola přemístila do areálu Střední odborné školy Otrokovice u Štěrkáče a posléze došlo ke sloučení obou škol.

## Ředitelé školy
- (1991–1993) Ing. Leo Klimánek
- (1993–2013) Mgr. Marie Homolková
- (od 2013) Mgr. Libor Basel, MBA

## Historie v datech
- historie školy před změnou názvu
- 1991 vznik Střední průmyslové školy Otrokovice (přejmenováním).
- 1992 otevřen nový studijní obor chemická technologie, se  zaměřením na ochranu životního prostředí.
- 1995 škola zapojena do mezinárodního projektu Globe a připojena jako  jedna z prvních v kraji k Internetu.
- 1997 škola převzala obory SPŠ chemické ze Zlína a stala se jedinou školou v kraji s chemickým zaměřením.
- 1998 celková rekonstrukce spodního patra budovy po povodni[1] a otevření oboru aplikovaná chemie, který měl zaměření ochrana životního prostředí, analytická chemie, výpočetní technika v chemii, farmaceutické substance a chemická technologie.

- 2000 byl otevřen gymnaziální obor technické lyceum.
- 2005 otevření dalšího gymnaziálního oboru, přírodovědného lycea.[2]
- 2009 první studijní výjezd studentů školy do Řecka a Španělska v rámci projektu Erasmus.
- 2010 otevřeno Centrum odborného vzdělávání SPŠO[3] jako součást projektu Přeshraniční systém inovačního vzdělávání ve středním odborném školství, což umožnilo mezinárodní výměnné stáže studentů a pedagogů škol.
- 2011 v oboru aplikovaná chemie zavedeno další zaměření a to klinická a toxikologická analýza.
- 2012 přemístění školy do areálu Střední odborné školy Otrokovice.[4]  Škola obratem reaguje na tzv. metanolovou aféru tím, že nabízí veřejnosti zkoušku konzumních alkoholů na přítomnost metanolu metodou plynové chromatografie [5]
- 2013 vznik Experimentária v rámci projektu Centra přírodovědného a technického vzdělávání pro moderní výuku žáků středních a základních škol ve Zlínském kraji[6] a sloučení obou škol pod společným názvem Střední průmyslová škola Otrokovice
- 2019 jmenování školy Fakultní školou Univerzity Tomáše Bati ve Zlíně[7]
- 2022 spoluúčast na organizaci Mezinárodní konference Enersol [8]v Otrokovicích[9]
- 2024 znovuotevření oboru přírodovědné lyceum

## Významní absolventi
- Markéta Julinová[10] (abs. 1996) – docentka, Ústav inženýrství ochrany životního prostředí, Technologická fakulta UTB ve Zlíně, řešení problematiky polymerních xenobiotik a jejich osudu v životním prostředí, biodegradace polymerních materiálů
- Vladimír Sedlařík (abs. 1998) – profesor, od roku 2018 do roku 2022, rektor Univerzity Tomáše Bati ve Zlíně
- Pavel Valoušek (abs. 2002) – český automobilový závodník, mistr České republiky v rally z roku 2010 a mistr Slovenské republiky v rally z roku 2016
- David Palát[11] (abs. 2005) – v letech 2010, 2014, 2018 a 2022 reprezentant ČR v para hokeji na zimní paralympiádě ve Vancouveri, Soči, Pchjongčchangu a Pekingu